# Согожское
Согожское — озеро в Некрасовском районе Ярославской области России. С севера в озеро впадают речка Филенка, текущая из Большого болота, и Шумьянка. Из озера вытекает протока в Великое озеро. Площадь водоёма — 1,8 км²; площадь водосбора — 45 км². Имеет сложную форму береговой линии; вытянуто с севера на юг. Берега заболочены. Ближайшие населённые пункты (сельские): на северо-западе — Бутово, Мышкино, Филенка; на юго-востоке — Согожа, Маркишево, Заболотье.

## Данные водного реестра
По данным государственного водного реестра России относится к Верхневолжскому бассейновому округу, водохозяйственный участок реки Волги от Рыбинского гидроузла до города Костромы, без реки Костромы от истока до водомерного поста у деревни Исады, речной подбассейн реки Волги ниже Рыбинского водохранилища до впадения Оки. Речной бассейн реки (Верхней) Волги до Куйбышевского водохранилища (без бассейна Оки).
Код объекта в государственном водном реестре — 8010300211110000005764.